# Liga Moçambicana de Basquetebol
A Liga Moçambicana de Basquetebol é a liga profissional de basquetebol de mais alto nível em Moçambique. É disputada por 8 clubes, no mês de agosto, geralmente. O vencedor desta tem direito a qualificar-se directamente ao Torneio de Qualificação para a Liga Africana de Basquetebol.

## Equipas
| Equipa                 | Cidade  |
| ---------------------- | ------- |
| C.D. Maxaquene         | Maputo  |
| Costa do Sol           | Maputo  |
| Desportivo Maputo      | Maputo  |
| Ferroviário da Beira   | Beira   |
| Ferroviário de Maputo  | Maputo  |
| Ferroviário de Nampula | Nampula |
| UP Maputo              | Maputo  |
| UP Nampula             | Nampula |
| Vaz Basketball Team    | Beira   |
| A Politécnica          | Maputo  |